# 村田省蔵
村田 省蔵（むらた しょうぞう、1878年〈明治11年〉9月6日 - 1957年〈昭和32年〉3月15日）は、日本の実業家、政治家。
大阪商船社長を経て、第二次世界大戦中、逓信大臣兼鉄道大臣や、フィリピン占領軍最高顧問などを務めた。初代駐フィリピン特命全権大使に就くも、戦後公職追放及びA級戦犯指定となった。追放解除後、外務省顧問、比島賠償会議担当特命全権大使等。

## 来歴
東京府尋常中学校（東京都立日比谷高等学校の前身）、国民英学会を経て、1900年に高等商業学校（一橋大学の前身）卒業。田崎慎治は友人。
1900年、大阪商船（商船三井の前身）入社。1929年、高等商業の1年先輩にあたる深尾隆太郎の後任として同社副社長に昇格。1934年、堀啓次郎の後任として同社長就任。1937年、日中戦争の勃発に伴い、海運の戦時体制確立を主張し、海運自治連盟を結成して、自ら理事長に就任。1939年、貴族院議員。また、同年発足した日本通運の理事に就任した。1940年、逓信大臣兼鉄道大臣に就任。
1942年、大日本帝国陸軍第十四軍（フィリピン占領軍）最高顧問に就任。これは東條英機首相の意向とされる。ここで軍部と独立した形で、経済の対米従属からの脱却や中産階級育成等、フィリピン施政方針を構想。比島調査委員会を組織し、蠟山政道、大島正徳、東畑精一、伊藤兆司、末川博、杉村広蔵の6名が委員となり、武内辰治、周郷博、林純一、福島栄二、平田隆夫、馬場啓之助が各委員により補助委員として選ばれた。委員長は村田が、副委員長は徳川頼貞が務め、村田秘書官の秋山龍が幹事に就任。三菱経済研究所が調査部を担った。
1943年、初代駐フィリピン特命全権大使に就任し、日比同盟条約を締結。1945年に運輸省顧問等を歴任も、1946年に公職追放及びA級戦犯容疑にて巣鴨拘置所入所。
1951年に外務省顧問、1952年に社団法人如水会理事長。1953年には日本海外協会連合会初代会長に就いたものの、多忙のため坪上貞二副会長に会長職を譲り相談役に退いた。1954年、比島賠償会議担当特命全権大使。昭和研究会委員、日本国際貿易促進協会初代会長、大阪ロータリークラブ初代副会長等も務めた。1955年、国貿促会長として訪中、周恩来首相と会談して信頼関係を築き、同年結ばれた日中貿易協定に日本側委員長として調印した。

## 人物
逓信大臣時代に電力国家統制を手がけ、日本発送電・八配電会社体制を実現させた。また海の記念日（のち海の日）を創設した。